# Sabulodes sericeata
Sabulodes sericeata är en fjärilsart som beskrevs av Barnes och Mcdunnough 1916. Sabulodes sericeata ingår i släktet Sabulodes och familjen mätare. Inga underarter finns listade.